# Noble County (Indiana)
Noble County is een county in de Amerikaanse staat Indiana.
De county heeft een landoppervlakte van 1.065 km² en telt 46.275 inwoners (volkstelling 2000). De hoofdplaats is Albion.
In Wayne County ligt het op een na hoogste punt van de staat Indiana: Sand Hill.

## Bevolkingsontwikkeling

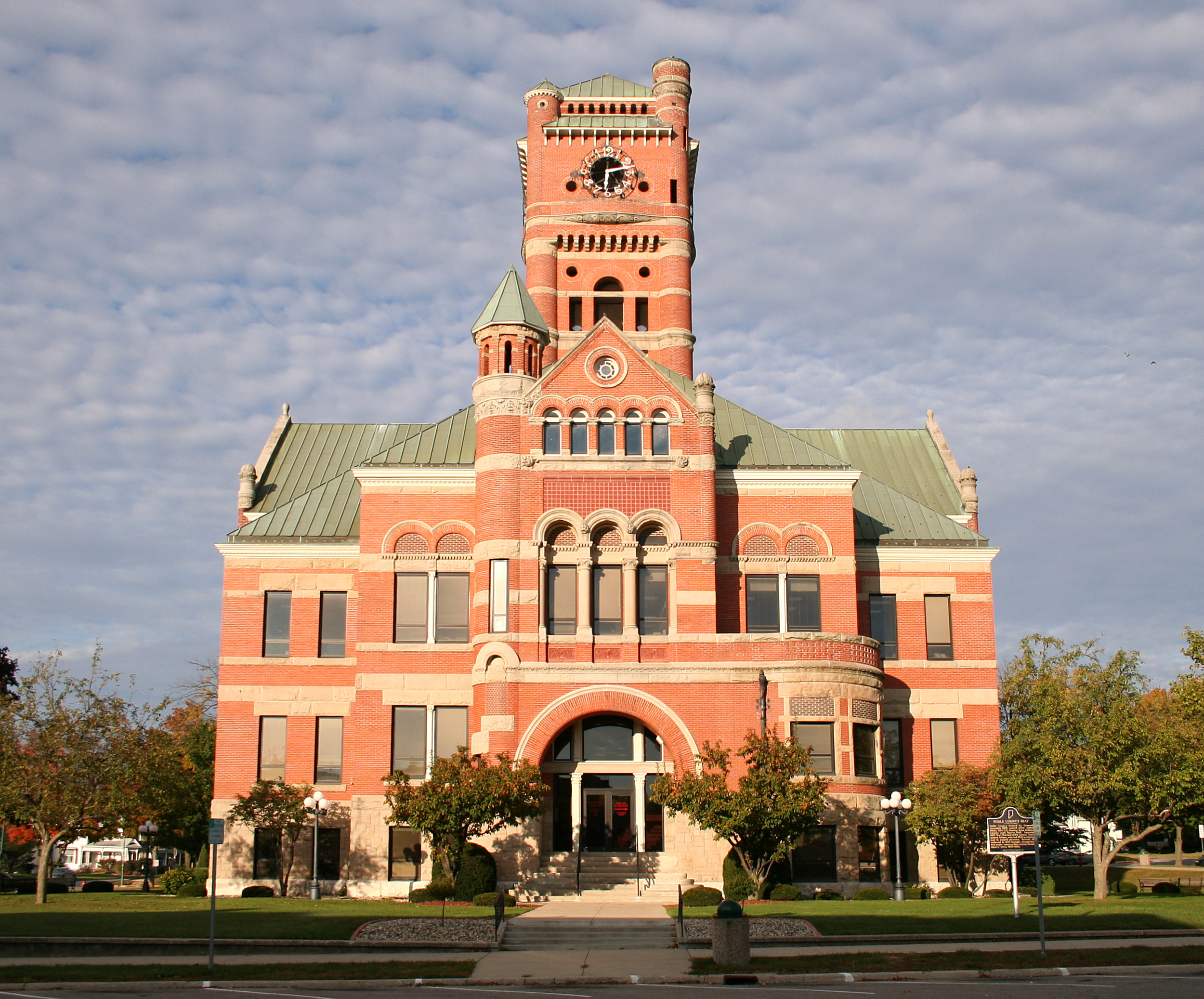
Noble County Courthouse